# 한스 크리스티안 외르스테드

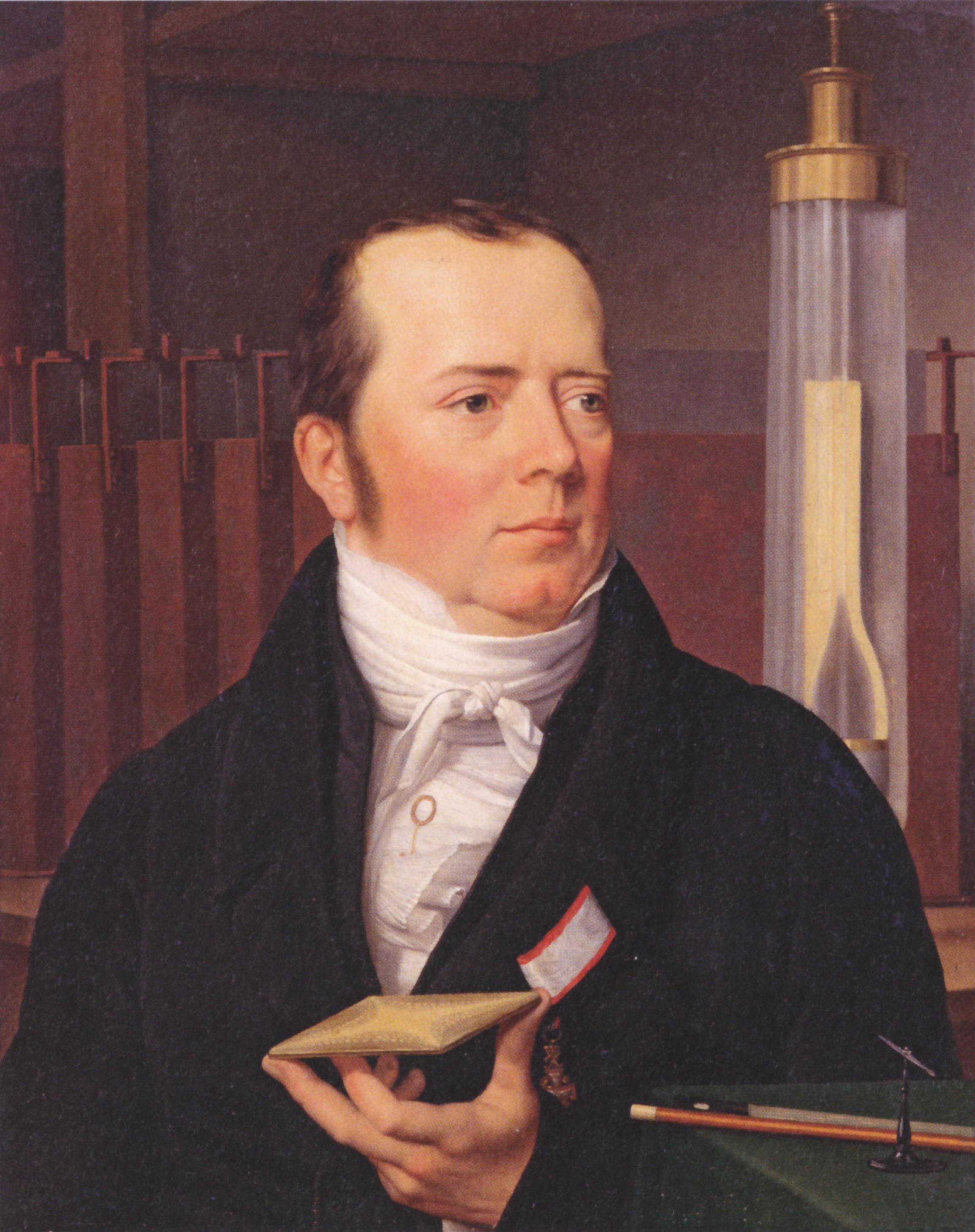
한스 크리스티안 외르스테드

한스 크리스티안 외르스테드(덴마크어: Hans Christian Ørsted: 1777년 8월 14일 ~ 1851년 3월 9일)는 덴마크의 물리학자이자 화학자이다. 그는 19세기 후반에 후기 칸트 철학을 완성하였고 과학에 있어서도 큰 발전을 이루었다. 외르스테드는 전자기학 부분에서 전기와 자기의 관계를 발견한 것으로 잘 알려져 있는데, 그뿐만 아니라 과학 실험을 명쾌하게 설명하고 이름 붙인 최초의 사람이기도 하다.

## 어린 시절 및 연구
외르스테드는 덴마크의 랑엘란섬(Langeland)에서 약사의 아들로 태어났다. 외르스테드는 약사였던 아버지의 일을 도우면서 과학에 대해 관심 가졌다. 많은 자식들을 다 부양할 만한 경제적 능력이 없었으므로, 외르스테드와 동생 아네르스 사뇌 외르스테드(Anders Sandøe Ørsted)는 매우 어릴 적에 가족의 친구 집으로 보내졌는데 그 집의 부부는 아이들 교육에 관심을 기울였다. 성경으로 독일어를 가르쳤으며 약간의 라틴어와 수학도 공부시켰다. 외르스테드 형제는 정규학교에서 교육받은 것이 아닌데도 불구하고 어린 나이에 무엇이든 알고 싶어했다.
외르스테드와 그 동생은 1793년에 코펜하겐 대학교 입학시험을 치기 위해 코펜하겐으로 갔다. 외르스테드 형제는 시험을 매우 뛰어난 성적으로 통과하였고, 열심히 공부하였다. 그는 철학, 특히 임마누엘 칸트에 매우 흥미가 있었으나 천문학, 물리학, 수학, 그리고 화학을 공부했으며, 1796년에 물리학과 미학(美學) 부분에서 우등상을 받고 1797년 화학으로 학위를 받았다.
철학잡지의 편집일을 보다가 외르스테드는 과학에서 칸트의 철학이 차지하는 중요성을 검토하는 박사학위 논문을 준비하기 시작했다. 이후 1801년에 외르스테드는 3년간 유럽을 여행할 수 있는 장학금을 받았다. 그때 독일에서 외르스테드는 전기와 자기 사이에 연관성이 있다고 생각하는 물리학자 요한 빌헬름 리터(Johann Wilhelm Ritter)를 만났다. 이때 외르스테드는 자연에는 규칙이 있다고 믿었기 때문에 전기와 자기 사이에는 틀림없이 연관성이 있다고 믿었다. 그 후 독일의 여러곳을 자주 여행하면서 볼타전지를 발명하는 계기가 되었던 전기와 화학사이의 관계에 대해 이루어진 연구들을 공부했다.
요한 빌헬름 리터와의 대화는 외르스테드를 물리학에 전념하도록 만들었으나, 물리학 교수직을 얻는 것은 쉽지 않았다. 경제적으로 궁핍한 나머지 외르스테드는 과학과 철학에 대한 주제로 대중을 상대로 일련의 강좌를 맡기 시작했다. 그는 마침내 1806년 코펜하겐 대학교의 교수가 되어 전류 작용과 음향학에 대해 연구하게 되었다. 그의 지시 아래, 코펜하겐 대학은 물리학과 화학 프로그램을 수행하기 위한 새로운 실험실을 설립하기에 이르렀다.

## 전자기학

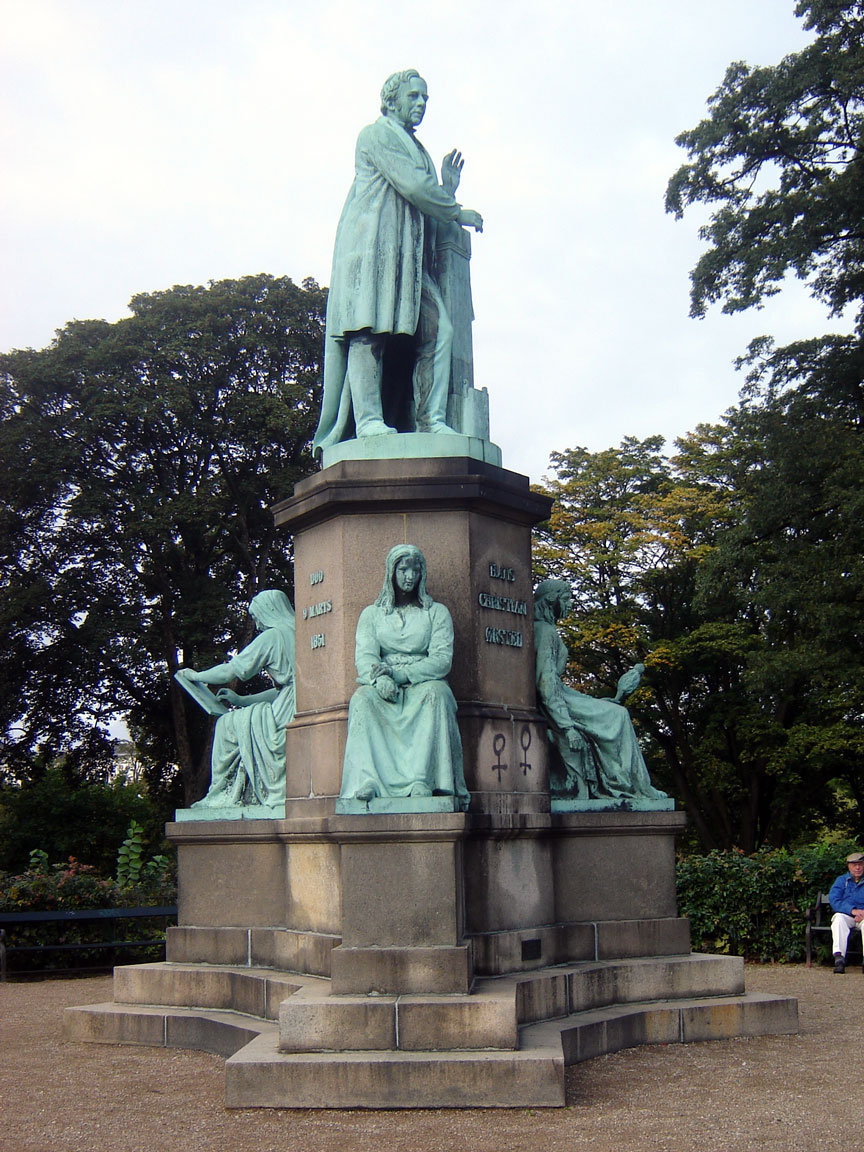
코펜하겐에 있는 외르스테드의 동상

Hans Christian Ørsted, Der Geist in der Natur, 1854

1820년 4월 21일에 저녁 실험 강의 도중 어떤 현상을 발견했는데, 그 강의에 참석했던 사람들의 말에 의하면, 외르스테드는 실험도중에 일어난 현상을 보고 전혀 예상하지 못했던 것처럼 당황했다고 한다. 그가 전류가 흐를 때, 전선의 주변에 있던 나침반 바늘이 북극을 가리키지 않는 것을 알아차렸다. 즉, 볼타전지의 양극과 음극 기둥 양 끝을 잇는 철사에 강한 전류를 흘려보낼 때, 북쪽에서 남쪽 방향을 향하는 철사 옆에 나란히 놓인 나침반의 바늘이 철사의 방향과 수직하게 동쪽에서 서쪽을 향하도록 90도 회전한 다음 계속 그 방향을 가리키는 것을 보고 놀랐다.
그가 철사에 흐르는 전류의 방향을 바꾸니, 나침반의 바늘은 즉시 180도 회전 하는 것이었고, 철사가 놓인 방향에 상관없이 바늘이 철사에 흐르는 전류의 방향에 따라서 철사의 한쪽 옆이나 다른 쪽 옆을 향하였다. 이것은 자침에 작용하는 힘의 행동 양상이 정전기력이나 만유인력과 달랐기 때문에 이 발견 자체는 과학연구에 즉각적인 반향을 일으켰다. 바늘이 회전하였다는 사실은 두 질량이나 두 전하 또는 두 자극 사이에 작용하는 것과 같이 단순한 인력이나 척력이 아니고 전류에서 발생한 돌림힘의 영향을 받는다는 것을 시사한다. 이 나침반 바늘의 회전은 자기장과 전류 사이에 어떤 관계가 있다는 것을 증명하는 것이었고, 그것은 바로 전기와 자기의 관계를 의미하는 것이었다. 나침반의 바늘이 전하에 의해 영향을 받지는 않는다는 사실로부터 이 회전은 자기적인 효과임이 명백했으며, 그래서 외르스테드는 전류가 자기를 발생시킨다는 올바른 결론을 내렸다.
외르스테드는 그 현상에 대해 어떠한 만족스러운 설명도 하지 않았고, 수학적 방식으로도 표현하려 하지 않았다. 그러나 3개월 후에 그 현상에 대해 집중하여 조사하였다. 그리고 그는 전선을 통해 흐르는 전류가 자기장을 만든다는 것을 증명하고 결과물을 출판하였다.

## 알루미늄
외르스테드는 알루미늄을 화학적으로 만드는 데 큰 기여를 하였다. 1825년 최초로 염화알루미늄 제조에 성공했는데 이 발견은 후에 F.뵐러에 의한 금속알루미늄 제조의 기초가 되었다.

## 시
외르스테드는 작가이자 시인이었다. 그는 동료 과학자이자 마술사인 에티엥 가스파르 로베르의 비행을 보던 중 영감을 얻어 시집 《비행선》을 썼다.
외르스테드는 문학에도 취미가 있어 시인 욀렌 슐레게르와 동화작가 한스 크리스티안 안데르센과도 친교가 있었다.

## 후대에 미친 영향
외르스테드가 발견한 것은 정말로 인류 역사 이래 과학분야에서 가장 위대한 발견 중의 하나인데, 이것이 우리 생활과 사회의 모든 측면을 변혁시킨 전자기의 광대한 과학적 그리고 기술적인 영역을 향한 문을 열어주었기 때문이다. 외르스테드의 위대한 발견 이후로 전류사이의 상호작용에 관한 연구는 자신의 이름이 전류의 단위로 채택된 앙드레마리 앙페르의 뛰어난 업적을 선두로 아라고, 패러데이, 베버 등이 전자기학 성립을 이루도록 왕성하게 진행되었다. 그리고 외르스테드의 발견은 에너지개념의 통일에 있어서 큰 역할을 했다．
외르스테드는 자연과학 진흥에 힘써 코펜하겐 공과대학을 설립하고, 과학 보급운동에 진력했다. 또한 지구자기관측소를 설립했고, 덴마크 왕립과학협회를 창설하여 회장이 되었다. 자기장의 세기의 단위인 에르스텟(Oe)은 그의 업적을 기리기 위해 이름을 딴 것이다.

## 같이 보기
- 맥스웰

## 참고 문헌
- 고수유 김준영, 20인의 과학자 편지, 거인, 2007
- 로렌스 크라우스, 거울 속의 물리학, 영림카디널, 2007